# Mystère Alexina
Pour plus de détails, voir Fiche technique et Distribution.
Mystère Alexina est un 
film français  inspiré de la vie d'Herculine Barbin au cours du XIXe siècle, reconstitué par René Féret en 1984. Le rôle d'Alexina a été confié à l'auteur de bande dessinée Philippe Vuillemin. 
Le film fit partie de la sélection officielle au festival de Cannes 1985, dans la catégorie Un certain regard.

## Synopsis
La Rochelle, 1858. Alexina Barbin, catholique dévouée et finissante récente des études, est embauchée à titre d’institutrice à un pensionnat pour filles. Madame Avril, la dirigeante de l’école, accueille Alexina pour remplacer sa fille récemment mariée. Accompagnant Alexina est Sara, l’autre fille de Madame Avril. Les deux femmes partagent une chambre à coucher, et deviennent rapidement amies. L’intimité émotionnelle qui se produit entre elles entraîne Alexina à développer une passion amoureuse et sexuelle pour Sara. 
Le jour de la promenade, Alexina et Sara amènent les filles à la plage parce qu’il fait beau. Alexina, pourtant, ne se baigne pas avec les autres. Sara pense qu’Alexina a tout simplement ses règles, mais Alexina lui avoue qu’elle n'a jamais été menstruée. L’indéniable masculinité d’Alexina, marquée par son apparence ambiguë ainsi que par l’absence de ses seins et de ses règles, attire Sara. 
Tourmentée par ses sentiments, Alexina prie ardemment. Mais, elle ne peut plus résister à son désir pour Sara, et cède finalement à ses pulsions sexuelles. La nuit, dans leur chambre partagée, Alexina l’embrasse avec ferveur. D’abord troublée, Sara finit par accepter les avances d’Alexina. Sara remarque que le corps d’Alexina n’est pas fait comme les autres filles, mais plutôt comme un garçon. Elle donne ensuite à son amante le nom de Camille. 
Armand, le gardien du pensionnat dont Alexina est l’objet des désirs, devient suspicieux de l’intimité entre les deux femmes. Jaloux, Armand laisse entendre devant Madame Avril qu’il se passe des choses malhonnêtes entre elles. Les rumeurs se répandent chez les élèves. Enfin, Alexina confesse son amour interdit auprès de l'évêque. Scandalisé, l’évêque jette Alexina du confessionnal et jure d’informer l'inspecteur du pensionnat de ses péchés. L’inspecteur dénonce les actions d’Alexina, mais il lui permet de continuer son travail d’institutrice jusqu’à la fin de l’année scolaire. 
Toujours déterminée à se marier avec Sara, Alexina prend rendez-vous chez un médecin afin de recevoir un jugement officiel concernant son genre. Après l'examen, le médecin déclare Alexina officiellement mâle. Alexina change ensuite d’identité, vivant maintenant en tant que Camille.
Camille trouve du travail dans un hôtel en ville. Il écrit souvent à Sara, mais ne reçoit jamais de réponse. Un jour, l’inspecteur du pensionnat arrive à l’hôtel. Il explique à Camille à quel point tout ce scandale nuit non seulement à la réputation du pensionnat, mais aussi à la vie des personnes qui lui sont chères, dont Sara. L’inspecteur offre à Camille de l’aide pour partir. Pourtant, Camille soupçonne qu’il s’agit d’une ruse orchestrée par Madame Avril, et refuse. 
Camille envoie encore davantage de lettres à Sara. Il supplie Sara de fuir le pensionnat pour qu’ils puissent vivre ensemble. Enfin, Sara rompt son silence, et rend visite à Camille à l’hôtel. Elle l’informe qu’elle est maintenant mariée, et qu’à cause du scandale, elle est misérable. Sara demande à Camille de partir et Camille le lui promet. Le soir, Camille se suicide dans sa chambre.

## Fiche technique
- Scénario et dialogues : René Féret avec la collaboration de Jean Gruault d'après les mémoires d'Herculine Barbin
- Réalisation : René Féret
- Photo : Bernard Zitzermann
- Son: Michel Brethez & Éric Vaucher
- Assistant-réalisateur : Henry Grimault
- Directrice de production : Framboise Thouary
- Musique : Anne-Marie Deschamps
- Production : Films Arquebuse et TF1 Films Productions

## Distribution
- Philippe Vuillemin : Alexina/Camille
- Valérie Stroh : Sara
- Bernard Freyd : Armand
- Véronique Silver : Madame Avril
- Philippe Clévenot : Docteur Chesnest
- Marianne Basler : Sœur de Sara
- Pierre Vial : Le curé
- Claude Bouchery : L’inspecteur d’académie
- Lucienne Hamon et Michel Amphoux : Les patrons de l’hôtel
- Isabelle Gruault : Joséphine

## Accueil critique
Mystère Alexina a rencontré un accueil généralement positif. Des critiques et des articles des journaux publiés peu après la sortie du film en 1985 vantent René Féret pour sa réalisation modeste, dépouillée de « zèle “artiste” et [...] de pesanteur dramatique-télé ». Cette réalisation met en relief les troubles intérieurs des personnages, et permet ainsi à Féret de « [démonter] le processus idéologique d'une société qui poussera Alexina au suicide » avec attention et acuité. 
Or, les critiques se concentrent surtout sur la prestation de Philippe Vuillemin. On loue à ce dessinateur d’incarner le rôle-titre avec sensualité, tendresse et féminité, de manière qui transmet à travers l’écran le tourment identitaire et la tristesse de ce personnage sacrifié,. Néanmoins, certains reprochent à Féret d’avoir mal traité le sujet inspirateur de Mystère Alexina. On émet que Féret réduit la tragédie d’Herculine Barbin, celle qui relève de la complexité de l’identité, de la différence sexuelle et de la société, à une simple histoire d’amour entre une femme et un travesti. Contrairement aux critiques qui apprécient la simplicité scénique de la réalisation de Féret, certains attestent pourtant que le film possède un caractère ennuyeux, à la fois engendré par des éléments visuels dénudés et par un portrait unidimensionnel de l’oppression à laquelle Alexina fait face. 
La représentation d’Alexina comme femme qui est vraiment homme, appuyée par le choix de Vuillemin comme acteur, est commentée dans de nombreuses critiques, autant positives que négatives. Certains remarquent notamment que la mise en accent de la véritable masculinité d’Alexina ôte des scènes primordiales de leur profondeur : « The crucial scene, when Alexina, aroused, finds that not only does she feel like a man, but she also possesses male sexual organs, is hardly more than a mildly pornographic groping ». 
Aujourd’hui, Mystère Alexina reste peu connu et les critiques sont peu nombreuses. Sur sa page IMDB, le film a un classement de 6,4/10 étoiles, basé sur 110 réponses et trois critiques écrites par des utilisateurs.  

## La représentation du personnage historique d'Herculine Barbin
Herculine (Alexina) Barbin est une personne intersexe qui vivait pendant le 19e siècle en France. Elle fut assignée femme à la naissance, et elle a vécu la majorité de sa vie comme telle. Âgée de 21 ans, Herculine se fait examiner par un médecin pour une première fois, pour adresser des douleurs intenses dont elle souffrait. Selon les rapports médicaux, Herculine possède à la fois un pénis, un vagin et des testicules internes. À la suite de cet examen, une décision juridique lui déclare officiellement un homme, et l’oblige à changer son identité. Herculine prend le nom d’Abel Barbin, aussi appelé Camille, et est forcé de vivre en tant qu’homme. Huit années plus tard, Abel Barbin se suicide. Son journal intime, découvert lors de sa mort, avait été plus tard retrouvé par Michel Foucault, qui l’a annoté et publié par la suite. 
Dans Mystère Alexina, certains éléments de la représentation d’Alexina Barbin diffèrent du vrai personnage historique. Notamment, René Féret représente Barbin comme un homme qui a été assigné femme par erreur et ignorance. Son choix de Philippe Vuillemin pour le rôle d’Alexina affirme que ce personnage est masculin en essence. De plus, Féret met en relief la différence sexuelle d’Alexina en soulignant, dans un premier temps, l’absence de ses seins et de ses règles. Plus tard, lors de la scène de l’examen médical, Féret choisit de montrer uniquement le pénis de Barbin, et non pas aussi son vagin. Ainsi, le corps d’Alexina dans le film est invariablement mâle. Ces choix par le réalisateur semblent omettre la condition intersexe de ce personnage pour privilégier la représentation d'Alexina comme un homme qui fut socialisé comme femme. 
D’ailleurs, il se peut que l’analyse de Michel Foucault ait influencé cette représentation. Féret et Foucault se connaissaient ; c’était même Foucault qui lui a passé les écrits d'Herculine Barbin, ceux-ci servant d'inspiration principale pour la création de Mystère Alexina,. Dans son ouvrage Herculine Barbin dite Alexina B., Foucault énonce qu’Alexina vivait dans « les limbes heureuses [sic] d’une non-identité ». Par contre, Herculine Barbin revendiquait une identité féminine ; plusieurs auteurs précisent que celle-ci se décrit dans son propre mémoire comme femme exceptionnelle, mais femme quand même,.
De surcroît, Mystère Alexina est axé sur l’histoire d’amour entre Alexina et Sara. La fin du film en particulier met en évidence son caractère sentimental. Suivant la scène où Sara rend visite à Alexina, maintenant Camille, dans laquelle elle lui informe qu’elle est mariée, est celle de son suicide. L’enchaînement de ces deux scènes laisse entendre que c’est l’impossibilité d’être avec Sara qui pousse Camille à la mort. Par contre, les articles portant sur Herculine Barbin citent plutôt les traumatismes psychologiques, la pauvreté et la détérioration physique résultant de sa transition de genre forcée et de l’abandon de la vie qu’elle connaissait comme les causes de son suicide. 
En somme, la représentation d’Alexina Barbin dans Mystère Alexina est infidèle au personnage historique d’Herculine Barbin, selon son journal intime et des archives. Dans son film, Féret mise sur la véritable masculinité d’Alexina, négligeant la condition intersexe de ce personnage. Bien qu’il montre quand même les conséquences fatales du changement d’identité imposé, la tragédie réside plutôt dans l’histoire d’amour entre Alexina et Sara, et non dans les multiples facteurs sociaux qui ont également contribué à la dégradation de sa qualité de vie.